# Batalla de Sieverodonetsk
La batalla de Sievierodonetsk va ser un enfrontament militar en la batalla del Donbàs durant la invasió russa d'Ucraïna.
La ciutat de Sievierodonetsk era el centre administratiu de la part no ocupada de l'óblast de Luhansk abans de la invasió. El maig de 2022, Sievierodonetsk i la ciutat veïna de Lissitxansk van ser les úniques parts notables de l'oblast que van romandre sota control ucraïnès.
El 14 de juny de 2022, les forces russes havien guanyat el control de la major part de la ciutat i havien tallat la majoria de les rutes d'escapament. El 24 de juny de 2022, les unitats ucraïneses van rebre l'ordre de retirar-se de la ciutat i l'endemà, les forces separatistes russes i prorusses van capturar completament Sievierodonetsk. L'avanç rus es va desplaçar cap a la veïna Lisícansk, resultant en la batalla de Lissitxansk.
La batalla de Sievierodonetsk va estar marcada per un ferotge combat urbà i ha estat descrita com una de les més sagnants de la guerra.

## Antecedents
Les ciutats bessones de Sievierodonetsk i Lissitxansk van ser el lloc d'una sèrie de batalles el 2014 entre els separatistes prorussos i l'exèrcit ucraïnès durant la guerra al Donbàs. Poc després de l'inici de la invasió russa d'Ucraïna, el 28 de febrer, les forces russes van començar a bombardejar Sievierodonetsk.
Segons Serhiy Haidai, governador de l'óblast de Luhansk, una persona va morir i diverses van resultar ferides. Els bombardejos també van afectar els gasoductes. El 2 de març es va informar de la lluita en gairebé tots els pobles prop de Sievierodonetsk. Les forces russes van continuar bombardejant la ciutat, incloent-hi un gimnàs escolar que actuava com a refugi de bombes, no es va informar de morts. A les 15:20 d'aquell dia, els oficials ucraïnesos van dir que les forces russes van intentar trencar les línies ucraïneses cap a la ciutat, però van ser repel·lits.
Un mes després de la seva invasió, Rússia va reclamar el control del 93% de l'óblast de Luhansk, deixant Sievierodonetsk i Lissitxansk com a llocs estratègics ucraïnesos importants a la zona. Els plans russos per capturar Sievierodonetsk es basaven en els seus èxits a les ciutats properes de Rubijne al nord i Popasna al sud. El 6 d'abril, les forces russes havien capturat el 60% de Rubijne, els projectils i coets estaven aterrant a Sievierodonetsk en "intervals regulars i sostinguts". L'endemà, les forces de la 128a Brigada d'Assassí de Muntanya van dur a terme una ofensiva que suposadament va conduir a les forces russes a 6-10 quilòmetres de distància de l'altra ciutat propera de Kreminnà.
El 9 d'abril, elements de la 4a Divisió de Tancs de la Guàrdia russa es concentraven prop de Sievierodonetsk. Entre l'11 i el 12 d'abril, els continus atacs russos a la zona no van guanyar terreny. El 18 d'abril, Rússia va renovar la seva ofensiva a l'est d'Ucraïna, llançant atacs aeris a Sievierodonetsk.A finals d'abril, la majoria de la població civil de Sievierodonetsk havia fugit.

## Batalla

### Intents d'encerclament
El 6 de maig, les forces de la República Popular de Luhansk i Rússia van aconseguir guanys als afores de Sievierodonetsk, atacant el poble de Voevodivka just al nord de la ciutat, mentre també capturaven el poble de Voronove al sud-est. Altres pobles també van ser atacats en un intent d'envoltar la ciutat. Posteriorment, l'alcalde de la ciutat, Oleksandr Stryuk, va informar que Sievierodonetsk estava "virtualment envoltat". Durant els dies següents, les forces russes i separatistes van atacar Bilogórivka, Voevodivka i Lissitxansk, amb la intenció de tallar Sievierodonetsk del sud. També van capturar Popasna.
El 9 de maig, les tropes de la RPL van prendre el control de Nijnia Duvanka i van començar a atacar Tóixkivka, dos assentaments al sud-est de Sievierodonetsk. El combat intens va continuar a Rubijne, Voevodivka i Bilogórivka, mentre les forces russes intentaven envoltar encara més Sievierodonetsk de l'eix occidental. L'endemà, les forces ucraïneses van destruir un pontó rus a través del Síverski Donets a la rodalia de Bilogórivka, intentant interrompre l'avanç rus i, segons es diu, destruint gairebé tot un batalló rus en el procés. Segons el cap de policia regional ucraïnès Oleh Hryhorov, Sievierodonetsk i el seu veí directe, Lissitxansk, havien quedat encerclats tàcticament, ja que l'artilleria russa podria atacar lliurement les carreteres obertes restants a la ciutat. El subministrament d'aigua i energia es va interrompre a les ciutats, deixant desenes de milers de civils sense necessitats bàsiques. El 12 de maig, les forces russes i de la RPL havien derrotat les forces ucraïneses a la batalla de Rubijne i van establir el control total de la ciutat, impulsant els seus intents d'encerclar Sievierodonetsk.
La major part de Rússia va cessar els seus atacs terrestres als voltants de Sievierodonetsk i Lissitxansk i es va limitar als bombardejos d'artilleria. Les forces prorusses es van centrar a completar l'encerclament de les dues ciutats. Amb aquesta finalitat, van atacar al front nord al voltant d'Izium i al sud cap a Bakhmut. Els atacs del nord van fer poc o cap progrés, però al sud, Rússia va fer progressos limitats durant diversos dies de durs combats. La lluita es va concentrar principalment en una sèrie de pobles, incloent-hi Tóixkivka, Pylpchatyne, Hirskè i Zolotè.

### Avesos dintre de la ciutat
El 27 de maig, Rússia va començar el seu assalt directe contra Sievierodonetsk, tot i no haver encerclat completament la ciutat. Els txetxens Kadírovites van capturar l'Hotel Mir a la part nord de la ciutat. Mentrestant, altres forces russes i separatistes van continuar els seus intents de formar una bossa a les zones urbanes, atacant des del nord prop de Rubíjne i sud-oest a Ustynivka i Borisvske. Més cap a l'oest, Rússia va continuar avançant lentament en diverses àrees com Liman i Siversk per interrompre les línies de subministrament ucraïneses a Sievierodonetsk-Lissitxansk. L'endemà, el 28 de maig, Rússia va obtenir guanys limitats a Sievierodonetsk. L'Institut per a l'Estudi de la Guerra, un think tank estatunidenc i observador de guerra, va argumentar que la batalla ja estava resultant molt costosa per a les forces russes en aquest punt, i podria esgotar les seves capacitats ofensives. La ISW va observar que tant Rússia com Ucraïna patien grans pèrdues, però va argumentar que el personal dels contingents prorussos era més difícil de reemplaçar.
El 29 de maig, les forces russes havien llançat un assalt complet a la ciutat. Els defensors ucraïnesos van repel·lir els atacs, però no van poder evitar els esforços d'encerclament de Rússia. Les tropes russes estaven lluitant a prop dels quarters amb soldats ucraïnesos, amb enfrontaments que es van produir al "mitjà de la ciutat".
Al matí del 31 de maig, les forces russes controlaven entre un terç i la meitat de la ciutat, amb els russos empenyent i dividint la ciutat en dues meitats. Més tard, Ucraïna va confirmar que entre el 70 i el 80% de Sievierodonetsk estava sota control rus, així com la majoria dels pobles circumdants. Serhi Haidai, el governador de la regió de Luhansk, va informar en les batalles del carrer i va dir que "algunes tropes ucraïneses s'han retirat a posicions més avantatjoses i preparades". En aquest moment, aproximadament dos terços de les propietats de la ciutat van ser suposadament destruïdes.
L'1 de juny, segons Ucraïna, la planta química Azot va ser colpejada pel bombardeig rus, i un tanc d'àcid nítric va explotar, obligant la gent a quedar-se a l'interior. L'endemà, es va afirmar que al voltant de 800 civils s'amagaven en refugis antiaeri sota la fàbrica d'Azot, que també s'havia convertit en un baluard de defensa per a algunes tropes ucraïneses. Mentrestant, el governador Haidai va dir que les forces russes havien arribat al nucli de la ciutat. Les forces ucraïneses van afirmar que havien capturat sis soldats russos i van matar a 200.
Segons el Ministeri de Defensa del Regne Unit, el 2 de juny Rússia havia pres el control de la major part de Sievierodonetsk. El 3 de juny, un contraatac ucraïnès va recuperar el 20% del territori que havia perdut dins de la ciutat. Haidai va declarar que les forces ucraïneses havien rebutjat diversos atacs russos i destruït equip. També va afirmar que Rússia estava "trompant totes les seves reserves a Sievierodonetsk" i que era "impossible lliurar menjar i medicines a la ciutat". Haidai va afegir que Rússia estava volant ponts sobre els Donets per evitar els reforços ucraïnesos i el lliurament d'ajuda. Almenys 12 membres de la Legió Estrangera d'Ucraïna estaven lluitant a la ciutat, incloent-hi un ciutadà georgià i portuguès. Segons Reuters, dos dels seus periodistes van ser ferits i el seu conductor va morir prop de Sievierodonetsk.
El governador Haidai va declarar que el general rus Aleksandr Dvórnikov "havia rebut la tasca el 10 de juny de capturar completament Sievierodonetsk, o tallar completament l'autopista Lissitxansk-Bakhmut i prendre-la sota control." El Ministeri de Defensa del Regne Unit va dir que Rússia estava utilitzant tàctiques similars a les utilitzades a Síria mitjançant l'ús de forces diferents dels seus propis soldats com a manera de reduir les baixes russes, inclosos soldats de la República Popular de Luhansk. Aquests soldats no estaven tan ben entrenats ni equipats com els soldats russos regulars.
El 6 de juny, Haidai va descriure la situació ucraïnesa: "Els nostres defensors van aconseguir contraatacar durant un temps, van alliberar gairebé la meitat de la ciutat. No obstant això, ara la situació ha empitjorat per a nosaltres de nou." Pel que fa a la carretera Lissitxansk-Sievierodonetsk, va dir que els russos "no controlen aquesta carretera, però tota la ruta està sent bombardejada. Els russos han acumulat enormes reserves. El temps dirà si tindran prou força per prendre aquesta ruta." Va descriure les forces russes com a "simplement increïbles" en termes de números i equips. Les forces russes, va informar, estaven implementant "tàctiques de terra cremada estàndard". El Major General Kyrylo Budanov, cap de la intel·ligència militar ucraïnesa, va declarar que les forces ucraïneses avançaven lentament malgrat "un avantatge de deu vegades l'enemic en artilleria". El president ucraïnès Volodímir Zelenski va visitar Lissitxansk i va dir que "estem sostenint" i "hi ha més i són més forts", prometent que l'exèrcit ucraïnès no renunciaria a les posicions a la ciutat malgrat l'aparent superioritat tàctica russa al front.
El comandant del Batalló Svoboda de la Guàrdia Nacional d'Ucraïna, Petro Kuzyk, va descriure la lluita al carrer com a ferotge i "horrorífic". "Hi ha hagut intents de contraatac, alguns amb èxit, altres no. Hi ha una pressió constant per part seva. Algunes divisions van haver de retirar un bloc, mentre que altres divisions, incloent-hi la nostra, van poder mantenir les seves posicions. Però tot això està passant en condicions extremadament dures", va dir Kuzyk, afegint que estaven "lluitant líricament per cada casa, cada carrer. Un dia podríem moure un bloc cap endavant, un altre dia ens empenyeren un bloc... no podem confiar només en la resistència de la infanteria, també necessitem prou tropes i recursos com tancs i artilleria."
El 8 de juny, l'estat major ucraïnès va dir que estava "retenint" els atacs russos. No obstant això, l'anàlisi militar va dir que "és difícil saber quin exèrcit controla quin territori". Haidai va subratllar que "ningú renunciarà a la ciutat, fins i tot si els nostres militars hauran de retirar-se a posicions més fortificades, ja que la ciutat està sent constantment bombardejada. Tot i això, no significaria que la ciutat fos abandonada." Mentrestant, Rússia va declarar que el "grup ucraïnès al Donbas pateix pèrdues significatives de mà d'obra, armes i equipament militar". El Ministeri de Defensa del Regne Unit va observar que "és poc probable que cap de les dues parts hagi guanyat terreny significatiu en les últimes 24 hores". Més tard aquell dia, Haidai va admetre que l'exèrcit ucraïnès va ser empès als afores de la ciutat a causa d'un intens bombardeig rus. L'advocat Dmytro Firtash, el propietari de la planta química Azot, va dir que 800 civils es van quedar a la planta, 200 dels quals eren empleats. Haidai va dir que les forces ucraïneses no podien rescatar els ciutadans abandonats a la ciutat.
El 9 de juny, Haidai va dir que més del 90% de la ciutat estava sota control rus. El comandant del Batalló Svoboda Petro Kuzyk va dir que els ucraïnesos estaven intencionadament arrossegant la infanteria russa a les condicions de guerra urbana com una tàctica per negar el foc d'artilleria. També va afirmar: "Ahir va tenir èxit per a nosaltres - vam llançar una contraofensiva i en algunes àrees aconseguim fer retrocedir un o dos blocs. En altres ens van empènyer cap enrere, però només a un o dos edificis. Ahir els ocupants van patir greus pèrdues - si cada dia fos com ahir, tot això s'acabaria aviat". Kuzyk es va queixar de la manca d'artilleria i subministraments mèdics, dient que "hi ha una ordre per mantenir les nostres posicions i les estem mantenint. És increïble el que els cirurgians estan fent sense l'equip adequat per salvar les vides dels soldats."
El 10 de juny, el Ministeri de Defensa del Regne Unit va dir: "A partir del 10 de juny, les forces russes al voltant de Sievierodonetsk no han fet avenços al sud de la ciutat. La lluita entre carrer i carrer és contínua i ambdós bàndols probablement pateixen un gran nombre de víctimes."
L'11 de juny, funcionaris de la RPL van dir que hi havia converses en marxa amb les forces ucraïneses a la planta d'Azot sobre l'evacuació de 500 civils presents als búnquers de defensa aèria, i altres 400 militars ucraïnesos també estaven presents a la planta.
El 12 de juny, el president Volodímir Zelenski va dir que ambdós bàndols lluitaven per "literalment cada metre". Valerii Zaluzhnyi, comandant en cap ucraïnès, va afirmar que l'artilleria donava als russos un "avantatge doble". Segons Leonid Pàsetxnik, el cap de la RPL, les forces ucraïneses eren les que bombardejaven Sievierodonetsk de la planta Azot. Haidai va dir que la situació dels defensors "... continua sent difícil. La lluita continua, però lamentablement, la major part de la ciutat està sota control rus. Algunes batalles posicionals tenen lloc als carrers." Pel que fa a les afirmacions sobre la planta d'Azot: "La història sobre el bloqueig de la planta d'Azot és una mentida completa estesa pels propagandistes russos". Haidai també va dir a la televisió ucraïnesa que les forces ucraïneses estaven fallant en els combats al carrer, i que l'artilleria russa estava guanyant els combats en zones residencials.
El 13 de juny, segons el governador Haidai, l'últim dels tres ponts que connectaven Sievierodonetsk amb la resta d'Ucraïna va ser destruït. Segons els informes, les forces russes controlaven el 70% de la ciutat. El representant de la República Popular de Donetsk (RPD), Eduard Basurin, va dir als mitjans de comunicació: "les divisions ucraïneses que hi ha a Sievierodonetsk hi són per sempre." La BBC va informar que els tres ponts que van travessar el riu Donets a la ciutat havien estat destruïts.
El 14 de juny de 2022, les fonts ucraïneses van reconèixer que Rússia controlava el 80% de la ciutat i havia tallat les rutes d'evacuació civils.

### Caiguda de Sievierodonetsk
El 15 de juny, gran part de Sievierodonetsk estava "en gran part en ruïnes" i Rússia havia instat els defensors ucraïnesos a aturar "la resistència sense sentit i retirar les armes". Les autoritats russes van dir que havia obert un corredor humanitari des de la planta d'Azot cap al territori rus mentre acusava Ucraïna d'interrompre els esforços d'evacuació. L'alcalde Oleksandr Stryuk va dir que les forces russes estaven assaltant la ciutat des de diverses direccions, però va insistir que les forces ucraïneses no estaven completament aïllades i que encara existien rutes d'evacuació. El mateix dia, l'ultimàtum rus perquè Ucraïna rendís la ciutat va ser ignorat i els enfrontaments van continuar.
El 16 de juny, les forces ucraïneses capaces de retirar-se van rebre l'ordre de retirar-se cap a Lissitxansk. L'Estat Major d'Ucraïna va afirmar que "reprenia diverses rutes logístiques a Sievierodonetsk malgrat la destrucció de quatre ponts".
L'endemà, 17 de juny, els mitjans de comunicació russos van informar que el personal militar ucraïnès s'havia "rendit". Mentrestant, la ISW va observar que la batalla havia ocupat les forces russes que podrien haver estat utilitzades en altres parts de la guerra, afirmant que Rússia havia "concentrat una gran part del seu poder de combat disponible per capturar Sievierodonetsk i Lissitxansk a costa d'altres eixos d'avanç i està patint fortes baixes per fer-ho."
El 18 de juny, el governador Serhiy Haidai va escriure a Telegram: "Ara les batalles més ferotges són prop de Sievierodonetsk. No controlen la ciutat completament. Els nostres defensors estan lluitant contra els russos en totes direccions." Ucraïna va afirmar haver desplegat AHS Krab per proporcionar suport d'artilleria a les seves forces a la ciutat. Els ucraïnesos també van afirmar haver infligit grans pèrdues a l'11è Regiment de Fusellers Motoritzats, obligant-lo a retirar-se "de l'àrea d'operacions de combat per restaurar la capacitat de combat". L'estat major general ucraïnès va dir que "com a resultat del foc d'artilleria i un assalt" les forces russes van tenir un èxit parcial al poble de Metiólkine i estaven "intentant guanyar un peu." Haidai es referia a "batallades" al poble, situat al sud-est de la ciutat. TASS va afirmar que "molts" soldats ucraïnesos s'havien rendit.
El 19 de juny, els nous atacs russos van obligar Ucraïna a enviar reforços a la defensa de Tóixkivka, situada al sud-est de la ciutat. Es van veure tancs i llançadors Grad desplegats per reforçar la zona, amb un tripulant de tancs confirmant suposadament la seva destinació. Hi va haver temors que una maniobra de pinça russa s'utilitzés per atrapar les forces ucraïneses a la butxaca de Sievierodonetsk, ja que la butxaca estava al voltant del 75% tancada per les forces russes. La decisió d'aferrar-se a Sievierodonetsk i continuar lluitant per la ciutat va ser reconeguda pels comandants ucraïnesos com a arriscada, a causa del risc d'encerclament rus. L'exministre de defensa ucraïnès Andrí Zagorodniuk va dir, "Ara, el principal objectiu és fer servir la finestra d'oportunitat que tenim per esgotar completament els russos al Donbas. Si volguéssim moure'ns, ho farien. Hauríem de trobar-los en algun lloc. No és com Putin volia només Sievierodonetsk. Continuaran anant fins que s'aturin".
L'alcalde Oleksandr Stryuk va dir el 20 de juny que Ucraïna encara controlava "més d'un terç" de la ciutat. El mateix dia, el governador Haidai va confirmar que Ucraïna havia perdut el control de Metiolkin davant les forces russes i que la major part de Sievierodonetsk estava sota control de l'exèrcit rus, mentre que els militars ucraïnesos controlaven només la zona industrial i el territori de la planta d'Azot. També va dir que la carretera de Lisitxansk-Bakhmut "havia estat bombardejada gairebé tot el dia" mentre estava sota control de foc rus ferm.
El 21 de juny, Haidai va comentar sobre l'adaptabilitat de les unitats russes, dient que "monitoren l'aire dia i nit amb drons, ajusten la potència de foc, s'adapten ràpidament als nostres canvis a les zones defensives".
El 22 de juny, els ucraïnesos van dir que havien perdut el control dels assentaments de Tóxkivka, Pidlisne i Mírna Dolina, al sud de Lissitxansk.
El 23 de juny, les forces russes van tallar i van envoltar les ciutats d'Hirskè i Zolotè, que van afirmar haver capturat completament l'endemà.
El 24 de juny, el governador Haidai va anunciar que les forces ucraïneses van rebre l'ordre de retirar-se de la ciutat, afirmant: "La resta en posicions que han estat bombardejades implacablement durant mesos no té sentit. Han rebut ordres de retirar-se a noves posicions... i d'allà continuen les seves operacions." La CNN va informar que enmig de les contínues tàctiques de terra cremada que s'aplicaven avançant les tropes russes, les forces armades d'Ucraïna van rebre l'ordre d'evacuar la ciutat, deixant diversos centenars de civils que buscaven refugi a la planta química d'Azot, que era comparada amb els refugiats civils que quedaven a les acereries d'Azovstal a Mariúpol un mes abans al maig. Al mateix temps, fonts russes van declarar que les forces ucraïneses havien patit més de 1.000 baixes, incloent-hi 800 presoners, a Hirskè, Zolotè, i prop de Lissitxansk durant els dos dies anteriors. La retirada havia tingut lloc durant els dies anteriors. La retirada ucraïnesa sobre el riu Donets es va dur a terme principalment de nit i les ubicacions dels passos es van canviar constantment a causa dels bombardejos russos. Es presumeix que no va morir ningú durant la retirada.
El 25 de juny, les forces russes van prendre el control total de Sievierodonetsk després de la retirada de l'exèrcit ucraïnès. Aproximadament 10.000 civils van romandre a la ciutat, el 10% del nivell anterior a la guerra.
Els assentaments propers de Siròtine, Vóronove i Borivske també van ser capturats. En aquest moment, Hanna Maliar, viceministre de Defensa d'Ucraïna, va criticar públicament als civils per interrompre suposadament les operacions militars durant la batalla compartint informació militar a les xarxes socials.

## Coseqüències
Oleksi Arestòvitx, un assessor del president ucraïnès Volodímir Zelenski, va afirmar que les forces especials d'Ucraïna es van quedar enrere a la ciutat per dirigir els atacs d'artilleria. Segons TASS, el bombardeig ucraïnès va impedir l'evacuació de civils de la planta química Azot hores després que les tropes ucraïneses marxessin. No hi va haver cap menció de les forces especials ucraïneses que atacaven els soldats russos directament.
El 25 de juny, les forces russes i de la RPL van començar a envoltar Lissitxansk.